# Marcel Proust
Valentin Louis Georges Eugène Marcel Proust (Auteuil (tegenwoordig deel van Parijs), 10 juli 1871 – Parijs, 18 november 1922) was een Frans intellectueel, romanschrijver, essayist en criticus. Zijn vader was een bekende hoogleraar in de geneeskunde en zijn moeder kwam uit een rijke Joodse familie. Vanaf zijn negende levensjaar had hij last van astma. Hij studeerde aan de prestigieuze Sciences Po in Parijs. Hij stierf op 51-jarige leeftijd aan een longontsteking. Hij won in 1919 de prix Goncourt voor À l'ombre des jeunes filles en fleurs.

## Privéleven

### Achtergrond
De moeder van Proust was Jeanne Weil, een intelligente en via privéonderwijs klassiek geschoolde vrouw met een diepe waardering voor muziek en literatuur. Haar ouders kwamen uit machtige, rijke Joodse families die deel uitmaakten van de hoge burgerij van Parijs. De familie van zijn vader Adrien Proust behoorde tot de hogere burgerij in het stadje Illiers nabij Chartres. Adrien was als jongste van 7 kinderen aanvankelijk voorbestemd voor het priesterschap, maar studeerde uiteindelijk medicijnen. Hij ontwikkelde zich tot een pionier in de epidemiologie en onderscheidde zich door een grondige analyse van de cholera-epidemie van 1866. Zodra er een vaccin was gevonden, reisde hij de wereld af om de toepassing daarvan te bepleiten. De regeringen, net gewend aan het idee dat ze waterleiding en riolering moesten aanleggen om cholera te weren, hielden vaak de boot af. Proust stelde, dat de ziekte geen lokaal probleem was, en zich per schip of trein snel kon verbreiden. Hij ijverde voor een internationaal orgaan ter bestrijding van epidemieën.
Het is niet bekend hoe Adrien de 15 jaar jongere Jeanne had ontmoet, maar omdat ze beiden in regeringskringen vertoefden, zou dat op een officiële gelegenheid kunnen plaatsgevonden hebben. Gemengde katholiek-Joodse huwelijken waren tijdens het Tweede Franse Keizerrijk ongewoon maar niet uitzonderlijk; in dergelijke gevallen was het gebruikelijk dat de kinderen katholiek werden opgevoed, hoewel Jeanne weigerde zich te laten dopen.

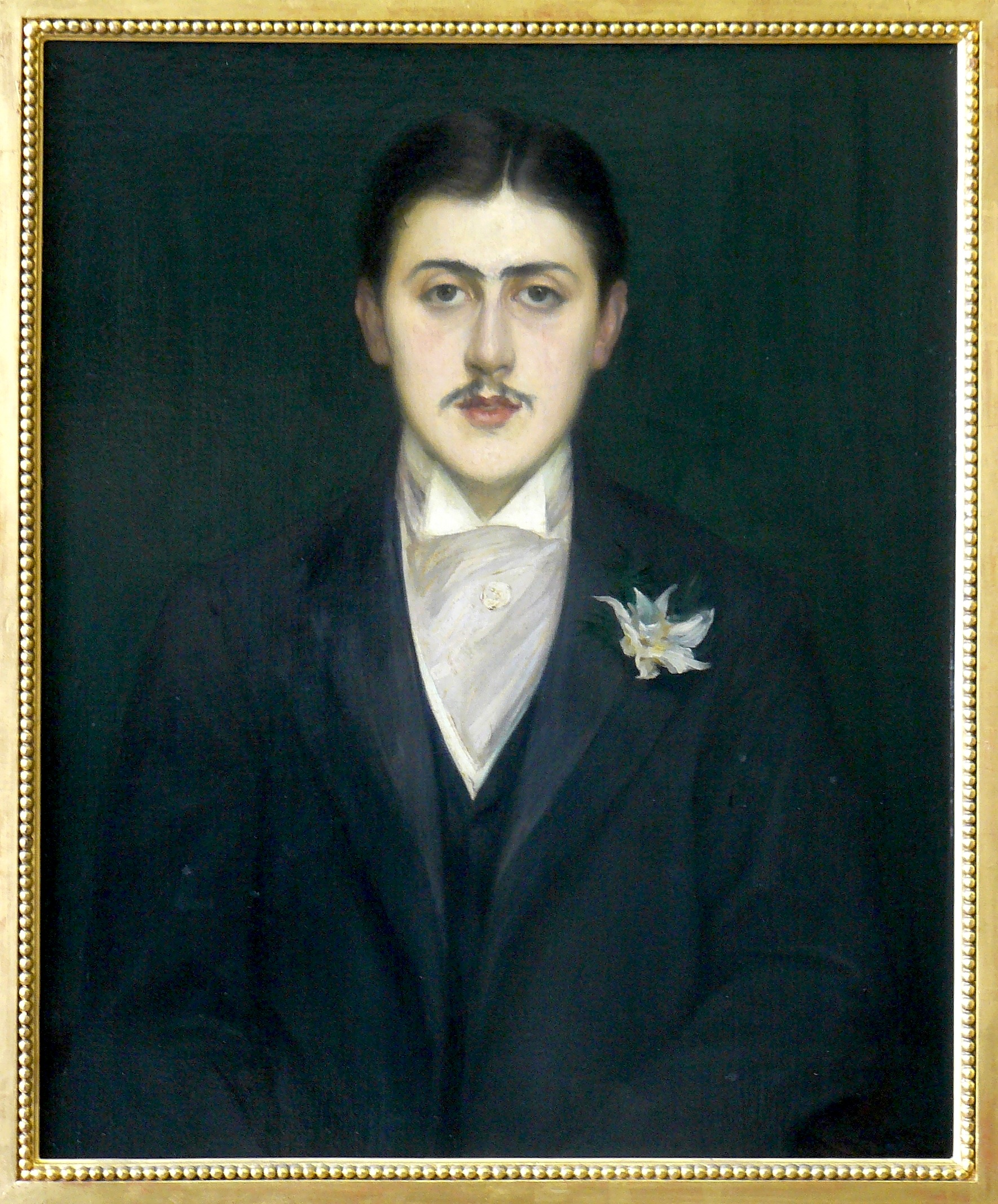
Portret van Marcel Proust
(1892), Jacques-Émile Blanche, Musée d'Orsay

### Jeugdjaren
Marcel werd geboren kort na de val van de Commune. Zijn vader was een autoriteit in de volksgezondheid, schreef boeken en reisde veel. Marcel ontwikkelde een hechte band met zijn moeder. Het gezin woonde in Parijs en bracht vrije momenten door in Auteuil en Illiers. Vanaf 1882 volgde hij de lessen aan het Lycée Condorcet, maar was vaak langere periodes afwezig om gezondheidsredenen. Na zijn afstuderen in 1889 schreef hij zich in voor een jaar vrijwillige militaire dienst.

### Gezondheid
Proust was vanaf zijn negende astmatisch en had sindsdien een zwakke gezondheid die hem ernstig belemmerde in bijna alle facetten van zijn leven. Hij was overgevoelig voor zijn omgeving en was daardoor erg precies omtrent zijn woning en de hotels waarheen hij reisde, als hij daartoe al in staat was. Sinds de dood van zijn moeder woonde hij in een huis aan de Boulevard Haussmann in het 8e arrondissement van Parijs, dat eigendom was van zijn tante. Zijn slaapkamer, waar hij ook schreef, had hij geluiddicht gemaakt met isolatie uit kurk. Toen zijn tante het pand in 1919 verkocht aan een bank, moest hij node verhuizen. Via zijn vriend Jacques Porel kon hij een bemeubelde kamer huren bij diens moeder, de actrice Réjane, in de rue Laurent Pichat in het 16e arrondissement. Gestoord door het straatlawaai en de geluiden van de buren verhuisde hij al na enkele maanden naar een appartement in de rue Hamelin. Daar verbleef hij tot zijn dood. Bekend is dat Proust, als hij uitging, zich altijd warm kleedde, ook in de zomer.

### Homoseksualiteit
Gedurende zijn tienerjaren kwam Proust erachter dat hij homoseksueel was. Opvallend is dat de verteller uit Op zoek naar de verloren tijd hetero is en zijn liefde uitsluitend op vrouwen richt. Toch speelt homoseksualiteit een rol in zijn werk (met name in het vierde deel, Sodom en Gomorra). De verteller is slechts een getuige van de homoseksuele relaties om hem heen en speelt er geen enkele rol in. Proust hield zijn eigen homoseksuele geaardheid altijd voor het publiek verborgen. Enkel zijn vrienden waren ervan op de hoogte. Tegenover zijn vriend en collega André Gide betreurde hij tegen het einde van zijn leven dat hij hierover niet meer openheid getoond had.

## À la recherche du temps perdu

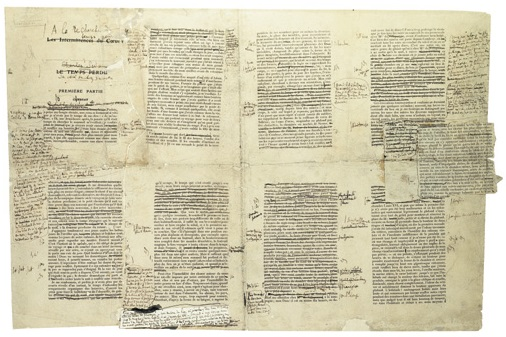
Gecorrigeerde drukproef van À la recherche du temps perdu

Prousts belangrijkste werk is À la recherche du temps perdu (Op zoek naar de verloren tijd). Proust begon het in 1909 en voltooide het net voor zijn dood in 1922. De laatste drie delen zijn geredigeerd door zijn broer Robert, die arts was. À la recherche du temps perdu beslaat met zeven delen zo'n 3000 pagina's en bevat meer dan 200 personages. Proust wordt dankzij dit werk gerekend tot de grootste romanschrijvers van de twintigste eeuw.
Als verteller met de naam 'Marcel' vertelt hij "Op zoek naar de verloren tijd" associatief vanuit de eerste persoon enkelvoud over zijn leven: ouders, liefde, het snobisme van de Franse elite van het fin de siècle en de invloed van de Dreyfusaffaire en de liefde voor de kunst en natuur. Centraal staat de geestelijke ontwikkeling die de hoofdpersoon onder invloed van al deze dingen doormaakt tot hij uiteindelijk tot het schrijverschap komt in het laatste deel, "De tijd hervonden". Prousts zwakke gezondheid speelt tevens een rol in dit verhaal. Zo is de verteller (de hoofdpersoon wordt slechts enkele malen bij zijn voornaam genoemd) lange tijd niet in staat naar Venetië te reizen waardoor deze stad in zijn verbeelding een haast mythische status krijgt.
Bekend is de 'madeleine-scène': de verteller eet een madeleine die in bloesemthee is gedoopt. De smaak, die hij lang niet geproefd heeft, activeert zijn geheugen (de zogenaamde mémoire involontaire) en langzaam komen alle herinneringen naar boven aan het dorpje Combray (in werkelijkheid gecombineerd uit de plaatsjes Illiers en Auteuil), waar hij in zijn jeugd veel tijd doorbracht bij zijn oudtante Léonie.
Ter ere van Proust werd de naam van het dorp Illiers in zijn honderdste geboortejaar 1971 officieel veranderd in Illiers-Combray.
Vertalingen in het Nederlands
Een complete Nederlandse vertaling werd grotendeels verzorgd door Thérèse Cornips, die daaraan begon in 1976.
Het eerste deel van À la recherche du temps perdu bestaat uit drie onderdelen. Het tweede onderdeel, Un amour de Swann, werd in 1966 als Een liefde van Swann in een vertaling door M.E. Veenis-Pieters uitgegeven. Het eerste, Combray, volgde in 1970 in een vertaling door C.N. Lijsen. Het derde onderdeel, Nom de pays : le nom (Plaatsnamen: de naam) werd vertaald door Cornips en uitgegeven in 1976. In 1979 werden deze drie delen gebundeld uitgebracht als De kant van Swann (originele titel: Du côté de chez Swann). Cornips ging door met vertalen en in 1999 verscheen het laatste deel: Le temps retrouvé (De tijd hervonden). Daarna maakte Cornips nog een nieuwe vertaling van De kant van Swann, die in 2009 uitkwam. Van dit deel verscheen in 2015 onder de titel Swanns kant op een vertaling door Martin de Haan en Rokus Hofstede.